# I ribelli dell'Honduras
I ribelli dell'Honduras (Appointment in Honduras) è un film statunitense del 1953 diretto da Jacques Tourneur.